# Serdin Hansens Præmie
Serdin Hansens Præmie er en dansk kunstpris, der tildeles genremalere af Akademiraadet samt af Kunstnersamfundets jury. Den er etableret med økonomisk støtte fra grosserer Johan Serdin Hansen.

## Modtagere
Denne liste er ufuldstændig; hjælp gerne med at udfylde den.
- 1899: Valdemar Irminger (for Den lille pige skal sige godnat)
- 1899: L.A. Ring
- 1901: Knud Larsen
- 1905: Knud Larsen (igen)
- 1905: Johannes Wilhjelm
- 1906: Carl Holsøe (for Afteninteriør)
- 1908: Gustav Vermehren (for Bedstemor begynder at komme sig)
- 1909: Carl V. Meyer
- 1911: Sigurd Wandel (for Interiør)
- 1916: Johannes Ottesen (for Ved frokostbordet)
- 1917: Marius Hammann (for Familiebillede)
- 1921: Ludvig Jacobsen
- 1924: Stefan Viggo Pedersen
- 1927: Ludvig Jacobsen (igen)
- 1928: Søren Sørensen
- 1930: Harald Essendrop
- 1931: Einer Johansen
- 1932: Johan Vilhelm Andersen
- 1935: Sámal Joensen-Mikines
- 1943: Sigfride Bille (for To danske soldater 9. april 1940)
- 1944: Johan Vilhelm Andersen (igen)
- 1945: Knud Mühlhausen
- 1949: Ingolf Røjbæk (for Indvielsen)
- 1950: Arne L. Hansen
- 1952: Carl B. Gorell
- 1954: Ellen Scheelke
- 1957: Anna Elisabeth Munch (for et selvportræt)
- 1968: Flemming Daastrup
- 1976: Ole Bjørn Petersen
- 1982: Birte Ohsten
- 1985: Evgenij Klenø